# Patrik Liljestrand
Bo Patrik Liljestrand (ur. 25 stycznia 1966 w Uddevalli) – szwedzki piłkarz ręczny i trener, były reprezentant Szwecji.

## Kariera zawodnicza
Srebrny medalista Igrzysk Olimpijskich w Barcelonie. Rozegrał na nich jeden mecz – wygrane 22:15 spotkanie z Brazylią. Reprezentował klub Ystads IF.

## Kariera trenerska
Karierę rozpoczął w 1998 w IFK Ystad. Prowadził ten klub do 2000, po czym trafił do norweskiego Stord IL. W 2002 przeszedł do Drammen HK. W 2003 został szkoleniowcem HSG Nordhorn. W 2005 zmienił został trenerem w TU Emsdetten. W latach 2008–2011 prowadził TuS N-Lübbecke. Od 2011 do 2013 ponownie trenował w TU Emsdetten.
W lipcu 2013 został szkoleniowcem Górnika Zabrze. W czerwcu 2015 odszedł z klubu. Tego samego roku, w lipcu został trenerem IFK Skövde. Zgodnie z umową podpisaną 17 grudnia 2018, Patrik Liljestrand przejmie obowiązki trenera szczypiornistów w Enerdze MKS-ie Kalisz w dniu 2 stycznia 2019.

## Życie prywatne
Jest żonaty z Emilią, z którą ma trzech synów: Erika, Kaspera i Emila.